# Fenocopia
In biologia, e in particolare in genetica, una fenocopia è un individuo il cui fenotipo (inteso con riferimento a un singolo carattere), per via delle peculiari condizioni ambientali, è identico al fenotipo di un altro individuo che porta lo stesso carattere determinato però da un altro genotipo.
La fenocopia è quindi una modificazione della manifestazione del carattere non ereditabile, determinata non da mutazioni del materiale genetico ma da fattori ambientali.
Se consideriamo per esempio il carattere "colore dei capelli", una persona potrebbe avere i capelli biondi naturali (quindi determinati geneticamente) e una sua fenocopia i capelli biondi tinti (mentre i suoi geni indicano che dovrebbe avere i capelli castani). Il loro fenotipo (capelli biondi) è identico, mentre il genotipo è differente (capelli biondi per la prima persona; capelli castani per la sua fenocopia).
Nel caso ideale la fenocopia è indistinguibile a livello macroscopico dall'originale, mentre a livello molecolare (sequenza del DNA) è possibile distinguere i due individui. La più importante differenza tra i due individui dal punto di vista genetico è che il carattere non è ereditabile dalla progenie della fenocopia.
Altri esempi nell'uomo sono la cataratta, la sordità e i difetti cardiaci che possono avere un'origine genetica ma in alcuni individui si manifestano anche in assenza del genotipo malato (spesso causati dal virus della rosolia durante la gravidanza).
Un altro esempio di fenocopie si ha negli anni sessanta in Germania dove molte donne gravide che assunsero il farmaco Talidomide (poi rivelatosi teratogeno) mostrarono figli affetti da focomelia, nei quali però il raro allele della malattia non era presente nel genoma.